# Lispoides nigribasis
Lispoides nigribasis är en tvåvingeart som först beskrevs av Stein 1911.  Lispoides nigribasis ingår i släktet Lispoides och familjen husflugor. Inga underarter finns listade i Catalogue of Life.